# Mahonia
Mahonia (Mahonia aquifolium) är en art i familjen berberisväxter.

## Beskrivning
Mahonia är en halvliggande buske med gula blommor och blad som är taggiga längs kanten. Kvistarna blir ca 25 cm långa. Bladen är ungefär 7 cm långa och försedda med 5–9 vassa taggar längs kanterna. De är rödaktiga som små, mörkgröna på sommaren och blir rödaktiga på vintern. Att mahonia kallas städsegrön får därför tas med en nypa salt, men de sitter ändå kvar till nästa säsong, då de återfår sin gröna färg.
Busken blir meterhög och 6–15 dm tvärs över. Vegetativ förökning kan ske med utlöpare så att stora buskage bildas. Även grenar som ligger mot mark kan slå rot. Arten vidmakthålls även genom frön från blommorna. Dessa brukar locka till sig stora mängder av honungsbin och andra insekter som sköter pollineringen. Eftersom mahonia är sambyggare med såväl pistiller och ståndare i samma blomma är självpollinering dessutom möjlig.
Blomman har 6 kronblad som omger  6 ståndare och runt dessa 6 gula foderblad. Under foderbladen sitter 3 gröngula högblad, ungefär hälften så långa som foderbladen.
Blomningen börjar redan i januari och pågår till maj. Frukterna kommer på sensommaren och blir mogna  augusti – september och kan sitta kvar långt in på vintern. Frukterna uppskattas av såväl fåglar som andra djur.

## Etymologi
- Aquifolium härleds från latin acus = nål och folium = blad med syftning på bladens taggiga kanter. Aqus är stavningvariant av acus, och aqui är en böjningsform, som uttrycker med nålar försett.

## Förväxlingsart
Mahonia förxäxlas ibland med järnek som har liknande blad. Familjen järneksväxter har också namnet Aquifoliaceae. Blommor och frukt har emellertid mycket olika utseende. Järnek har röda, orange eller gula bär medan Mahonia har blåa. Bären har ofta förväxlats med blåbär.
Mahoniabären är ätliga  medan blad, bark och rötter är något giftiga.

Likheter
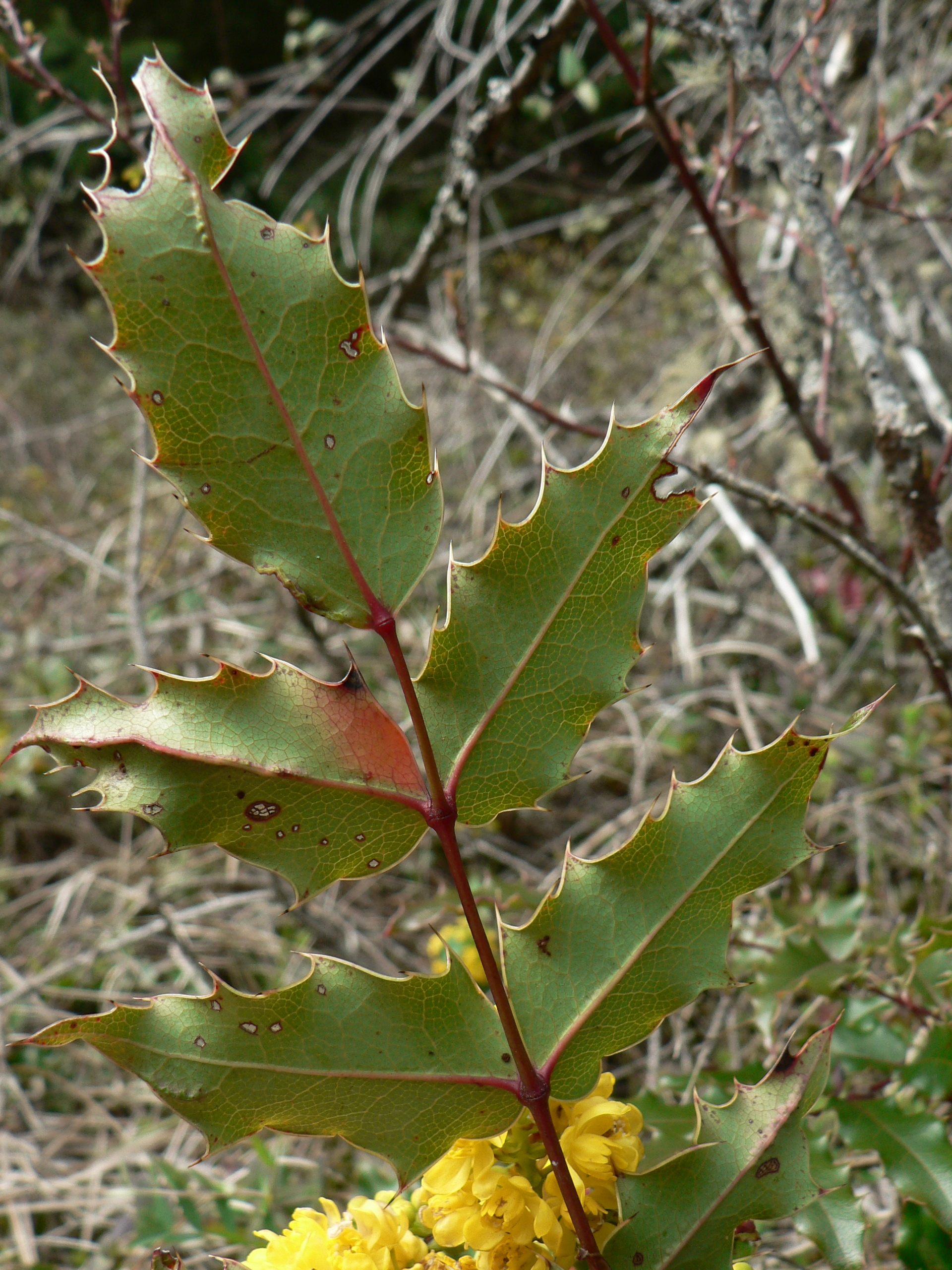
Mahonia Parbladig
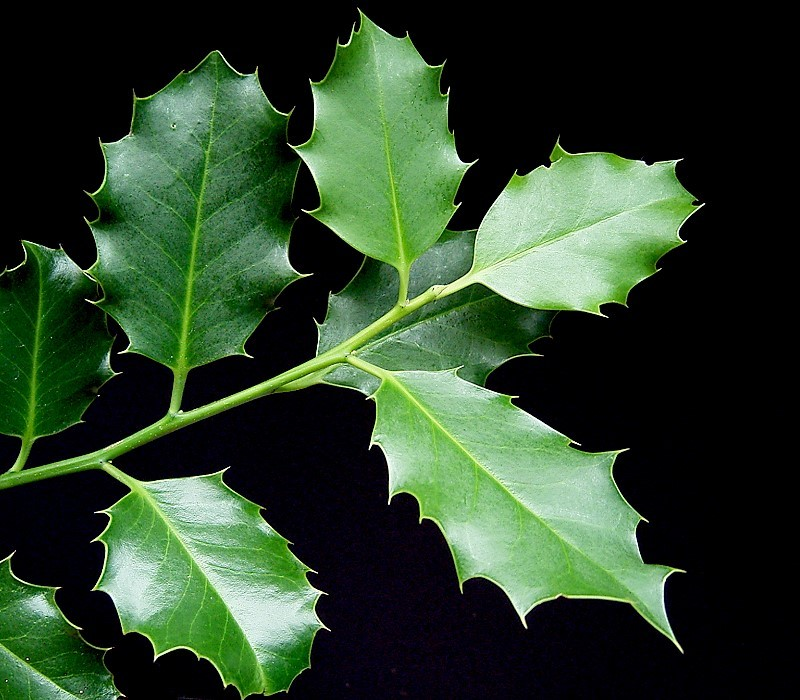
Järnek Bladen sitter inte parvis
Mahonia Blomman är tvåkönad
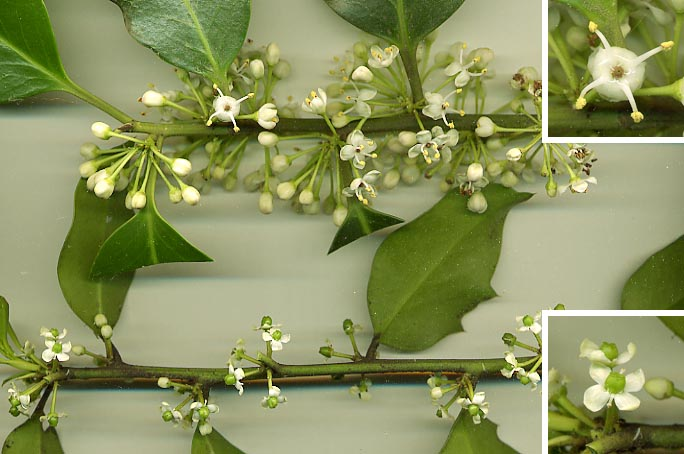
Järnek Hanblommor upptill; honblommor nedtill
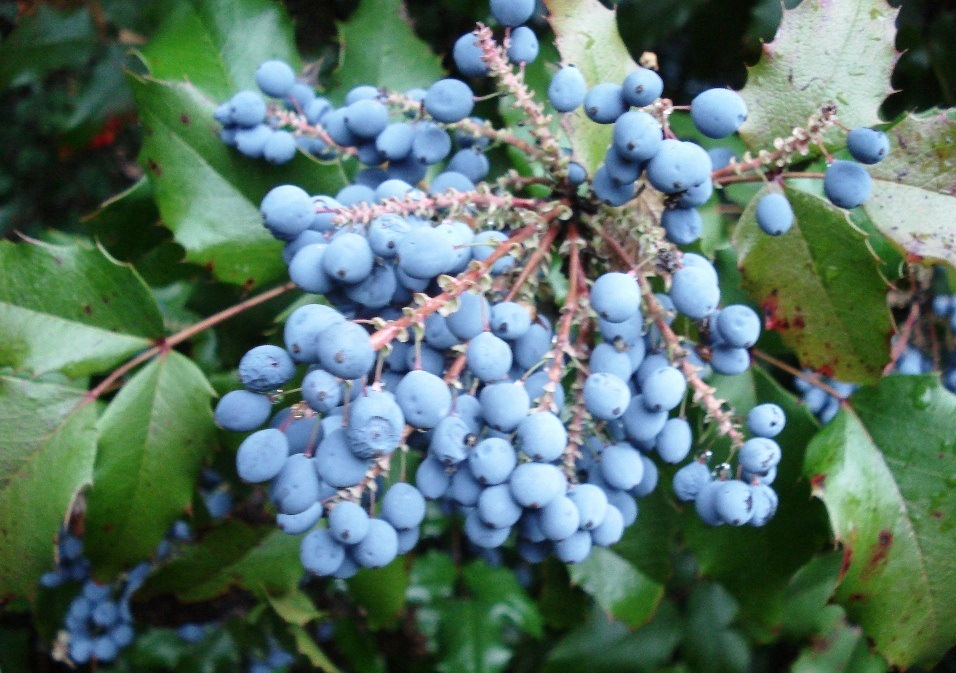
Mahonia "Oregon grapes"
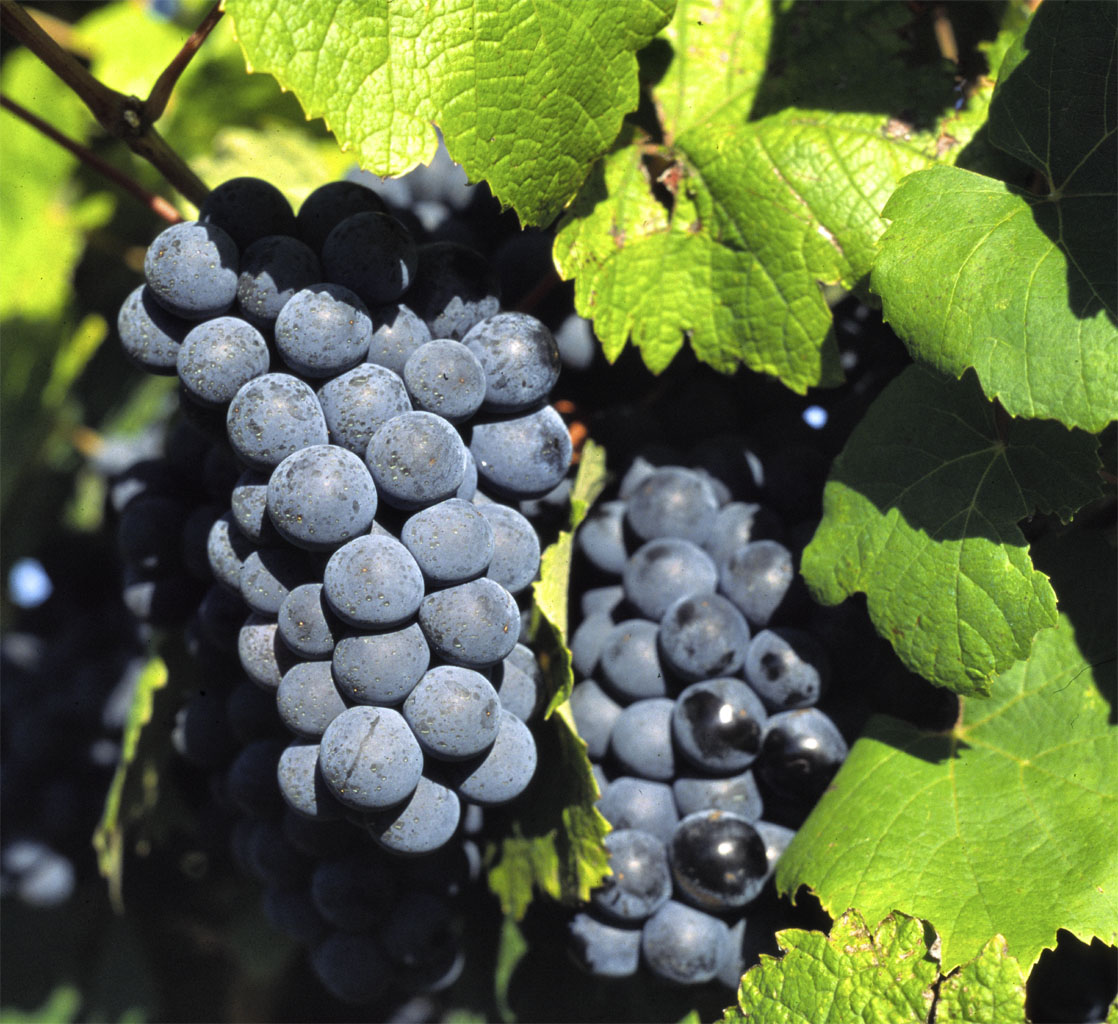
Vindruvor Förebild för "Oregon grapes"
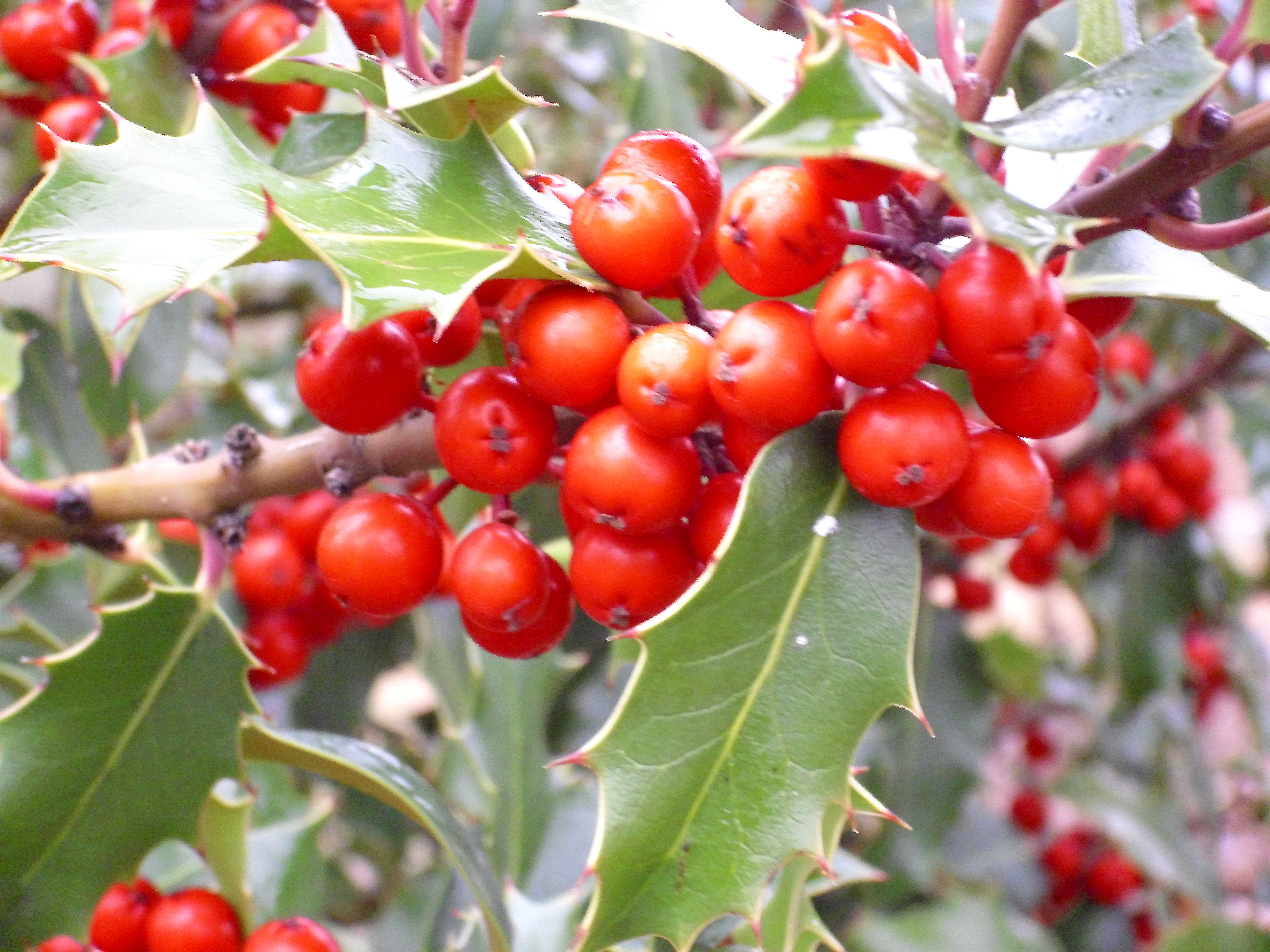
Järnek Rönnbärliknande
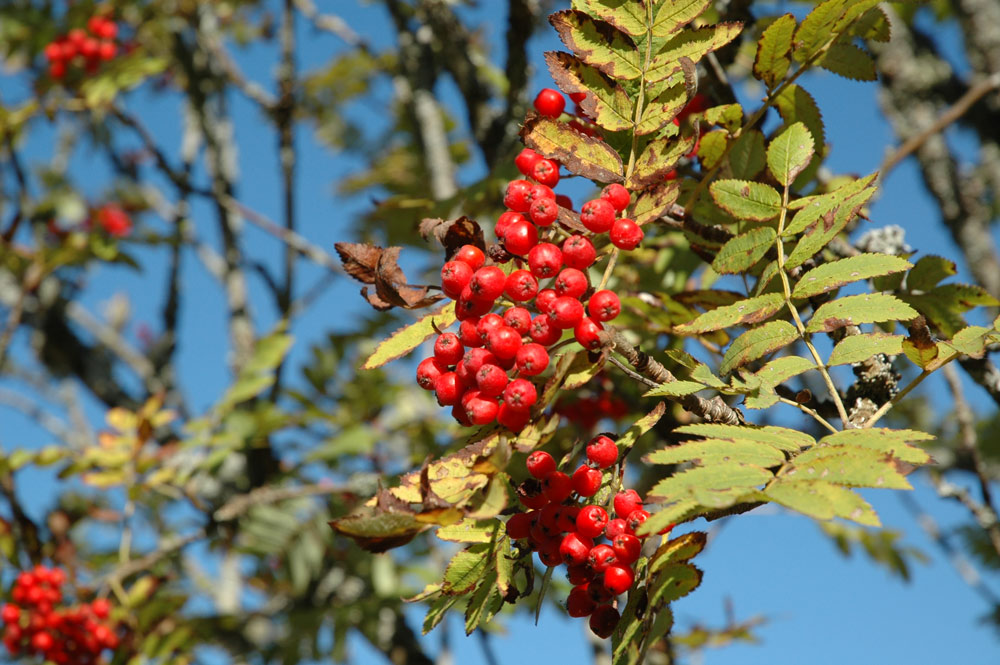
Rönnbär

## Habitat

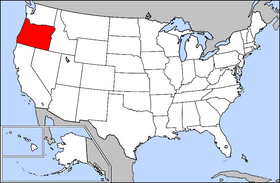
Oregon

Mahonia är ursprunglig i västra Kanada och västra USA (ej Alaska och Hawaii). State Flower i Oregon, där fruktens utseende givit upphov till trivialnamnet Oregon grapes (grapes = druvor).
Det är dock långt ifrån vindruvor. För att undvika eventuella missförstånd skrivs därför i engelsk text ibland som förtydligande Oregon holly-grapes och en del liknande varianter därav. Holly är en engelsk allmän beteckning på arter i familjen Aquifoliaceae, "nålbladväxter."
Mahonia infördes till Europa 1822, och har anpassat sig väl, främst i Tyskland, där den på sina håll blivit rent invasiv.
I Sverige förekommer mahonia som prydnadsväxt i  trädgårdar, främst för de dekorativa blommorna. Någon gång kan förvildade exemplar påträffas i naturen.

## Biotop
Skuggigt i barrskog på moränmark, ofta som undervegetation till Douglasgran. Trivs på fuktiga, men inte våta ställen med lågt pH.